# Pisa Sporting Club 1946-1947
Questa voce raccoglie le informazioni riguardanti il Pisa Sporting Club nelle competizioni ufficiali della stagione 1946-1947.

## Rosa
| N. |                   | Ruolo | Calciatore          |
| -- | ----------------- | ----- | ------------------- |
|    | Italia (bandiera) | A     | Mario Bianchi       |
|    | Italia (bandiera) | A     | R. Bianchi          |
|    | Italia (bandiera) | D     | Vittorio Bini       |
|    | Italia (bandiera) | A     | Sergio Braccianti   |
|    | Italia (bandiera) | D     | Giuseppe Chiappella |
|    | Italia (bandiera) | C     | Luciano Filippelli  |
|    | Italia (bandiera) | D     | Antonio Franceschi  |
|    | Italia (bandiera) | C     | Giorgio Giorgioni   |
|    | Italia (bandiera) | C     | Davide Goldoni      |
|    | Italia (bandiera) | A     | Enrico Lazzotti     |

| N. |                   | Ruolo | Calciatore        |
| -- | ----------------- | ----- | ----------------- |
|    | Italia (bandiera) | A     | Enzo Loni         |
|    | Italia (bandiera) | D     | Renzo Lorenzetti  |
|    | Italia (bandiera) | P     | Giuseppe Malerbi  |
|    | Italia (bandiera) | D     | Luciano Nicolini  |
|    | Italia (bandiera) | D     | Alfieri Sacchetti |
|    | Italia (bandiera) | D     | Arturo Silvestri  |
|    | Italia (bandiera) | C     | Mauro Taccola     |
|    | Italia (bandiera) | A     | Elio Torriani     |
|    | Italia (bandiera) | D     | Gaetano Vellani   |
|    | Italia (bandiera) | P     | Ettore Zini       |